# Ryan Gregson
Ryan Gregson, född 26 april  1990, är en australisk friidrottare. Han deltog vid olympiska sommarspelen 2012 och olympiska sommarspelen 2016.